# Mixto Esporte Clube (Paraíba)
O Mixto Esporte Clube é um clube brasileiro de futebol feminino, sediado na cidade de João Pessoa, capital do estado da Paraíba. Foi fundado em 16 de agosto de 1989. Atualmente disputa o Campeonato Paraibano Feminino e Masculino.

## Campanhas
| Competição                           | Campanha     | Temporada             |
| ------------------------------------ | ------------ | --------------------- |
| Campeonato Paraibano Feminino        | Vice-Campeãs | 3 (2018, 2019 e 2022) |
| Campeonato Paraibano Feminino        | Campeãs      | 2 (2023, 2024)        |
| Campeonato Paraibano Sub15 Masculino | Campeão      | 2024                  |
| Campeonato Paraibano Sub15 Masculino | Vice-campeão | 2025                  |